# Gerona (episodio nacional)
Gerona es la séptima novela de la primera serie de los Episodios Nacionales de Benito Pérez Galdós, publicada en 1874. Continúa con el relato novelado de la Guerra de Independencia entre España y Francia. En esta ocasión, se narra el asedio de las tropas francesas a la ciudad de Gerona a lo largo de la segunda mitad del año 1809. Es la única novela de la serie en la que Gabriel de Araceli no oficia como protagonista y conductor, cediéndole el puesto a Andrés Marijuán, un personaje secundario de anteriores entregas, que sobrevivió al sitio de dicha ciudad.
El episodio se enmarca históricamente sólo un año después de la victoria de Bailén, el contraataque de los ejércitos napoleónicos ha provocado el desastre en un ejército español mal pertrechado y organizado. Varias plazas importantes han ido cayendo: Zaragoza, Ocaña, Talavera de la Reina y la resistencia española, replegada en Andalucía, se desangra por la falta de medios y por las luchas intestinas entre la Junta Central y las resucitadas Cortes de Castilla. En ese ambiente de desesperanza, Gabriel, incorporado al ejército del Centro, llegará al Puerto de Santa María, donde se reencuentra con Andresillo Marijuán, personaje presentado en Bailén, que le relata el sitio de Gerona, donde Marijuán ha servido a las órdenes de Álvarez de Castro, héroe y mártir nacional en este episodio.

...al hablar de la muerte del incomparable D. Mariano Álvarez de Castro, el hombre, entre todos los españoles de este siglo, que a más alto extremo supo llevar la aplicación del sentimiento patrio, no he podido menos de extender la vista para observar todo lo que había en derredor, encima y debajo de aquel cadáver amoratado que el pueblo de Figueras contemplaba en el patio del castillo una mañana del mes de enero de 1810. Aquel asesinato, si realmente lo fue, como se cree, debía traer grandes catástrofes a quien lo perpetró o consintió, y no importa que los criminales, cada vez más orgullosos, se nos presentaran con aparente impunidad, porque ya vemos que el mucho subir trae la consecuencia de caer de más alto, de lo cual suele resultar el estrellarse.
Capítulo XXVI, Galdós (1974)

## Adaptaciones
La novela fue adaptada al teatro por el propio Galdós, con el mismo título de Gerona. Fue estrenada en el Teatro Español de Madrid, el 3 de febrero de 1893, y supuso uno de los mayores fracasos teatrales del autor. Contratiempo que algunos biógrafos han relacionado con el encaprichamiento de Galdós con la actriz y amante Concha Morell, que tenía un papel importante en la representación.